# Torre de Altaiz
La Torre de Altaiz es una cumbre enclavada en el Macizo Central de los Picos de Europa o macizo de los Urrieles, en Cantabria.
Es la primera de las cumbres de la crestería del Llambrión.

## Ascensión
La vía normal de ascenso, desde el Mirador del Cable, es por la parte sur del Jou de Lloroza hasta alcanzar la canal de San Luis y, al llegar al Hoyo Oscuro, subir por la canal que separa esta cumbre del Pico de San Carlos, que queda hacia el noroeste de la Torre.